# Curarea cuatrecasasii
Curarea cuatrecasasii är en tvåhjärtbladig växtart som beskrevs av Rupert Charles Barneby och Krukoff. Curarea cuatrecasasii ingår i släktet Curarea och familjen Menispermaceae. Inga underarter finns listade i Catalogue of Life.